# 臺北市內湖區麗山國民小學
臺北市立麗山國民小學，簡稱麗山國小，位於台灣台北市內湖區港華街100號。成立於1988年。
位於臺北市內湖區的小學，並設有幼兒園與資源班，推行桌球、游泳等運動。

## 歷任校長
- 第1任校長：黃幼蘭（創校校長）
- 第2任校長：陳寶山
- 第3任校長趙曉美
- 代理校長：蔡易均（因趙曉美校長離職，擔任臺北市立體院教育學程中心教授，由教務主任蔡易均代理校長 ）
- 第4任校長吳慧琳
- 第5任校長鄭秋貴
- 第6任校長張秀潔
- 第7任校長廖傑隆

## 交通資訊
公車：鄰近麗山街站，內湖幹線、247、222、286、620、28、21、267、紅2
捷運：鄰近文湖線西湖站或港墘站，步行約10~15分鐘

## 電塔爭議
麗山國小創校時就有電塔矗立於操場旁，台電公司雖定期追蹤測量電磁波與輻射，保證不會影響師生上課與健康，但始終有希望拆除的聲音。在經過多年的協調後，於2017年由時任台北市長柯文哲下令拆除。